# Asyngenes
Asyngenes is een kevergeslacht uit de familie van de boktorren (Cerambycidae). De wetenschappelijke naam van het geslacht werd voor het eerst geldig gepubliceerd in 1880 door Bates.

## Soorten
Asyngenes omvat de volgende soorten:
- Asyngenes venezuelensis Breuning, 1943
- Asyngenes affinis Breuning, 1942
- Asyngenes chalceolus Bates, 1880
- Asyngenes strandiellus Breuning, 1943
- Asyngenes vittipennis Breuning, 1942